# Combat Arms
Combat Arms é um jogo de tiro em primeira pessoa on-line, criado pela Nexon no formato Massively Multiplayer Online Game. Combat Arms conta com o diferencial de personalização do personagem, de forma incomum em jogos de FPS e também com a personalização das armas utilizadas no jogo, com a compra de acessórios para a mesma, como miras, silenciadores e carregadores. Para jogar, basta criar um rápido cadastro no site oficial da desenvolvedora, ativar a conta através de um email recebido e ir para a pancadaria assim que o game estiver plenamente instalado. A base online do jogo é dividida por servidores, sendo que em cada servidor há uma quantidade definida de canais. Dentro desses canais, há a possibilidade tanto de criar uma nova sala quanto entrar em uma já criada.
Em Setembro de 2017, a Nexon anunciou através do site oficial do jogo a mudança de desenvolvedora e distribuidora para a sul-coreana Valofe, onde posteriormente o mesmo anuncio foi formalizado pela Level Up!.

## Jogabilidade

### Patentes
O jogo utiliza um sistema de patentes para identificar a experiência e o tempo de jogo dos jogadores. Esse sistema é muito semelhante ao sistema de patentes do Exército dos Estados Unidos. Algumas armas e itens só são habilitadas para jogadores acima de algumas patentes.
A patente não corresponde a habilidade do jogador, uma vez que experiencia é ganha apenas por jogar.

### Personalização
O jogo permite personalizar sua arma e seu personagem de várias maneiras, não necessariamente usando um skin. É possível modificar a cor do nickname, a face do personagem, o uniforme, os acessórios (bonés, boinas, capacetes, bandanas, óculos, máscaras de gás, etc.), entre outros.
As armas do jogo podem receber acessórios adaptáveis, como silenciadores, lunetas (miras telescópicas) e pentes de munição estendido. Algumas armas, aparências e acessórios só podem ser adquiridos através de CASH, a moeda do jogo comprada com dinheiro real.

### Sistema de clã
No jogo existe um sistema de Clãs, para os quais existem servidores dedicados para combate entre os mesmos, esses confrontos são conhecidos como CW, ou "Clan War", para realizar um CW, e necessário ter de 4 a 8 pessoas do seu clã online, dentro da mesma sala.
No final de cada partida, o equipa vencedora e o equipa perdedora ganham uma certa quantidade de experiencia para o clã. Quanto mais forte o clã, mais armas e itens especiais(armas com o simbolo do clã desenhados, por exemplo) são liberados.

### Armas
Dentro do jogo existem duas lojas conhecidas como mercado negro (onde se compram coisas com dinheiro NX pré-pago) e a loja comum, onde é possível adquirir diversas armas como espingardas de assalto(AR),submetralhadoras(SMG), espingardas de franco-atirador(SNIPERS), lança-rockets(ETC), Miniguns(MG), pistolas(Secundary), granadas(Frag Slot), armas de combate corpo-a-corpo(Melee/Knife), personagens especiais e uniformes, bem como camuflagens e armas de suporte. Cada item possui suas próprias características como dano, portabilidade, recuo e cadência de tiro e pode ser melhorado quer com silenciadores, carregadores novos, miras, e outras possibilidades especificas para determinadas armas numa zona chamada Gun Emporium. Este jogo contém mais de 350 armas para jogabilidade!
As armas na loja ,e no seu inventario, estão separadas por diferentes tipos:
[SMG] Submetralhadoras
[AR] Rifles de Assalto
[MG] Metralhadoras Pesadas
[SR] Snipers
[ETC] Lança Granadas e RPGs/Lança Rockets
[Apoio] Granadas
[Arma Branca] Facas
Existem diferentes qualificações para as armas em relação ao seu "Grate", 1 Estrela de Bronze, 2 Estrela de Bronze, 3 Estrela de Bronze, 1 Estrela de Prata, 2 Estrela de Prata, 3 Estrela de Prata, 1 Estrela de Ouro, 2 Estrela de Ouro e 3 Estrela de Ouro, sendo a partir das de ouro epicas, raras, miticas...

### Moderador de Elite
O Moderador de Elite é um dos itens mais conhecidos dentro do Combat Arms, ele pode ser comprado na loja através de cash e então o jogador terá o poder de expulsar qualquer jogador de sua sala dentro do jogo. O moderador de elite também é alvo de grandes discussões entre a comunidade uma vez que permite ao dono da sala "criar" um conjunto de regras à parte e que, muitas vezes, não são respeitadas e acabam com expulsão dos jogadores transgressores.

### Super Moderador de Elite
É um Moderador de elite com itens adicionais como colocar você no topo da lista de players da sala, permite duas opções de armas simultaneamente. E também, o Super Moderador de Elite, concede +5% EXP/GP de bônus se mais de 12 jogadores completarem um jogo sem ser Equipe Armada ou se mais de 6 jogadores completarem uma partida de Equipe Armada. Este item é vendido na loja e também é concebido como prêmio em eventos que ocorrem comunalmente. Excelente avanço para combater hackers e jogadores que jogam contra as regras do Jogo e Empresa.

## Países e regiões

### Brasil
A Level Up! Games em parceria com a Nexon trouxe o jogo ao Brasil. O jogo foi anunciado oficialmente em 26 de abril de 2010. Em 5 de maio foram liberadas as inscrições para o "periodo de testes fechados (closed beta)" do jogo, no qual apenas 5.000 jogadores seriam selecionados para participar. O Período de testes se íniciou em 1 de junho de 2010 e a previsão, era de que fosse terminar em 9 de junho de 2010, porém o prazo foi prorrogado, terminando somente em 21 de Junho. A próxima parte do período de testes será o "Open beta" (testes abertos) que ficaria disponível no dia 18 de julho, o que não ocorreu.
No dia 31 de Agosto de 2010 foi dado início ao período de testes abertos do jogo.
No dia 2 de Julho de 2010, a Level Up! Games deu um comunicado oficial informando sobre a demora na disponibilização do open beta. De acordo com a notícia, informaram a empresa está sofrendo com algumas dificuldades na disponibilização do jogo devido as limitações das conexões de internet do Brasil. A empresa informou também que uma nova notícia sobre o assunto seria dada no dia 12 de Julho.
Já no dia 12 de Julho, a Level Up! informou que juntamente com a Nexon, estão discustindo algumas possibilidades para lançar o jogo mais rápido possível no Brasil. Eles informaram também que esperavam que o Open Beta fosse dispobilizado ainda em Julho, o que não ocorreu. A criação de contas para o jogo foi liberada no dia 9 de agosto. Além disso, eles aproveitaram para dizer que estão trabalhando incessantemente na busca pela solução definitiva para disponibilizar o jogo em larga escala no Brasil. No dia 11 de agosto, anunciaram que a partir desse dia algumas Lan Houses espalhadas pelo Brasil estão com o jogo instalado em suas máquinas e os jogadores poderão ir a alguma delas e jogar o Combat Arms; Esse período foi finalizado no dia 20 de agosto.
Em Setembro, o jogo ficou disponível a todos.
Em Setembro de 2022, a Level Up! anunciou o fim da distribuição do Combat Arms no Brasil junto com o processo de migração de contas para a Valofe, em Outubro de 2022 a Valofe passa a ser responsável pela versão brasileira do jogo.

## Recepção critica
O website Metacritic deu ao Combat Arms uma média de 71. Os revisores citam muitos erros e bugs nas versões anteriores.
Michael Splechta, da GameZone, revisou o jogo em 11 de março de 2010, dizendo que "Combat Arms é divertido. Simples assim. Se você pode ignorar os jogadores irritantes, então qualquer um que esteja procurando por um jogo de tiro online competitivo não precisa mais procurar. É livre para jogar". -o FPS no seu melhor. "

Chris-Erik Fotland, da Softwarelint, revisou o jogo em 17 de dezembro de 2012, dizendo: "Para muitos - o Combat Arms não é conhecido, mas a ação desse FPS online não poderia ser melhor do que Combate Arms deixou ao mundo dos jogos, Melhor de tudo é grátis! "